# 加瀬豊
加瀬 豊（かせ ゆたか、1947年2月19日 - ）は、日本の総合商社・双日株式会社の元代表取締役会長。アステラス製薬社外取締役、積水化学工業社外取締役。

## 人物
千葉県出身。埼玉県立浦和高等学校、東京大学経済学部卒業。
2007年4月に双日代表取締役社長就任。2012年4月1日付で代表取締役会長に就任。2017年6月に代表取締役会長を退任。
日商岩井時代に、アメリカ合衆国ワシントン州ベルビューでの勤務を経て1986年に人事部に異動し、縁故採用を原則廃止するなどの改革を実行、実力主義の人材登用を行ってきたことで知られている。その後ニュージーランド支社長などを経験。
ナイキのフィリップ・ナイト会長とアメリカ時代に人脈を持ち、個人的にも親しい仲である。1998年の日商岩井の経営危機の際にはこの関係が役立ち、アドバイスを得るなどした。
元日商岩井社長・第28代日本銀行総裁の速水優の死去の際は当時の日銀総裁（第30代）白川方明とともに「お別れの会」の実行委員代表を務めた。

## 家族

### 加瀬家
俳優の加瀬亮は長男。大学卒業前に突然、「役者になりたい」と告げられ大反対した。けんかになり、亮が家を出た。亮の出演作品はあまり観ていないという。

## 略歴
- 1970年 - 東京大学経済学部卒業後、日商岩井入社
- 1992年11月 - 日商岩井ニュージーランド会社社長兼オークランド店長
- 2003年4月 - 日商岩井取締役常務執行役員
- 2004年4月 - （旧）双日代表取締役専務執行役員
- 2004年8月 - （旧）双日代表取締役副社長執行役員
- 2005年10月 - 双日代表取締役副社長執行役員
- 2007年4月 - 双日代表取締役社長
- 2012年4月 - 双日代表取締役会長
- 2017年6月 - 双日代表取締役会長退任
- 2017年7月 - 双日特別顧問

経歴出典：